# Alexandre Peyron (Politiker)

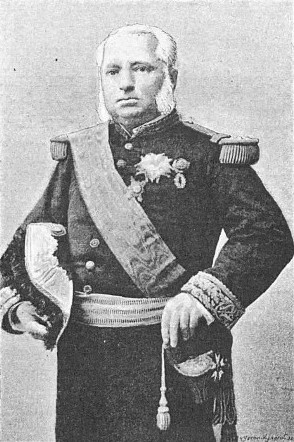
Alexandre Peyron

Alexandre Peyron (* 21. Juni 1823 in Marines; † 9. Januar 1892 Paris) war ein französischer Vizeadmiral und Politiker der Dritten Republik.

## Leben
Alexandre Peyron trat 1839 in die École navale ein und verließ diese 1841 als Aspirant. 1845 wurde er Enseigne de vaisseau, 1852 Lieutenant de vaisseau. 1861 wurde er zum Fregattenkapitän befördert. Er hatte bis zu dieser Zeit in Auseinandersetzungen im Krimkrieg, in Cochinchina und in Mexiko teilgenommen.
1867 zum Kapitän zur See und 1877 zum Konteradmiral erhoben, befehligte er 1878 die Marinedivision der Westindischen Inseln. Nach seiner Rückkehr nach Frankreich wurde er 1881 zum Vizeadmiral ernannt.
1884 wurde er als Nachfolger von Charles Adolphe Wurtz zum Sénateur inamovible (unabsetzbaren Senator) gewählt. Von 1883 bis 1885 war er im Kabinett Ferry II Marineminister. Anschließend nahm er – obschon weiterhin Senator – seinen Dienst wieder auf.

## Auszeichnungen

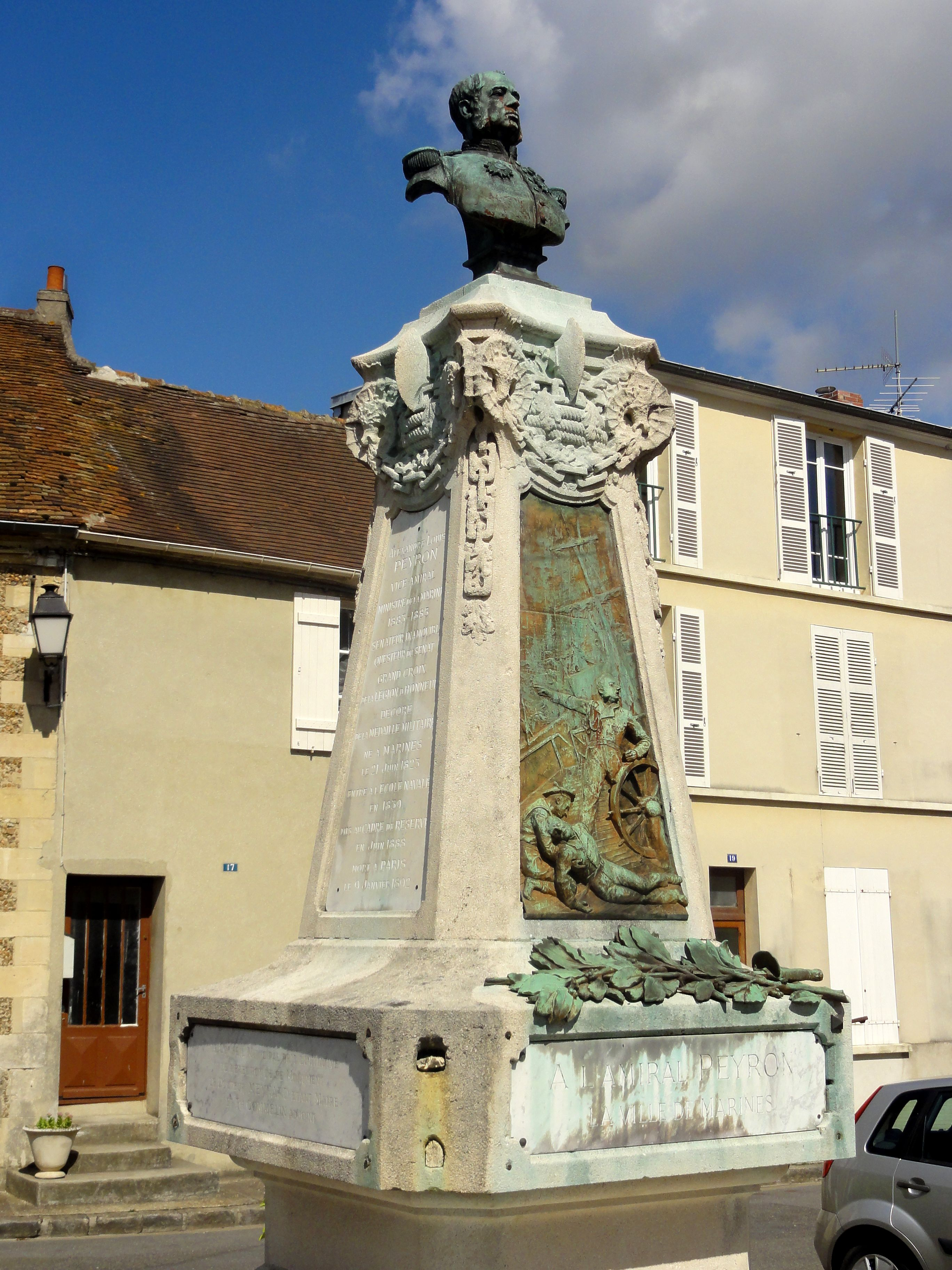
Denkmal für Alexandre Peyron in Marines

- 1887 Großkreuz der Ehrenlegion[A 2][2]
- 1888 Médaille militaire
- Ordre des Palmes Académiques